# Pokémon Stadium 2
Pokémon Stadium 2 (ポケモンスタジアム金銀?, Pokemon Sutajiamu Kin Gin), noto in Giappone anche come Pokémon Stadium Versione Oro, Argento e Cristallo (ポケモンスタジアム 金銀 クリスタルバージョン?, Pokemon Sutajiamu Kin Gin Kurisutaru Bājon), è un videogioco di ruolo della serie Pokémon sviluppato da HAL Laboratory, pubblicato da Nintendo nel 2000 per Nintendo 64 in Giappone e nel 2001 in Europa e in America. Nel gioco sono presenti 251 Pokémon della prima e della seconda generazione.
Il videogioco è compatibile con le varie versioni "Pokémon" per Game Boy (Pokémon Rosso e Blu e Pokémon Giallo) e per Game Boy Color (Pokémon Oro e Argento e Pokémon Cristallo). Inoltre supporta l'Expansion Pak.
Pokémon Stadium 2 è il terzo titolo della serie Pokémon Stadium distribuito in Giappone ed il secondo distribuito in Europa e in Nord America.

## Modalità di gioco
Il videogioco consiste in una serie di tornei per Pokémon:
- Stadium: Modalità per giocatore singolo, consiste nell'affrontare diversi tornei (Little Cup, Poké Cup, Prime Cup e Challenge Cup) con i Pokémon trasferiti su Pokémon Stadium 2 dai videogiochi compatibili.
- Battaglia Libera: Per uno o più giocatori. Nel primo caso si possono affrontare avversari comandati dalla CPU, in multigiocatore invece si possono sfidare fino a quattro giocatori.
- Gym Leader Castle: Modalità di lotta per un solo giocatore, in cui si possono affrontare i capipalestra delle regioni di Kanto e di Johto. Una volta sconfitti, è possibile sfidare i Superquattro ed il campione della Lega Pokémon. In questa modalità è possibile ricevere un Farfetch'd in grado di utilizzare la mossa di seconda generazione Staffetta o un Gligar dotato dell'attacco Terremoto.[1]
- Game Boy Tower: Consente di giocare uno dei videogiochi compatibili sul Nintendo 64.

Sono inoltre disponibili altre modalità come Lotta Ora!, Battaglia Evento e Dono Misterioso.

## Accoglienza
| Testata                                  | Giudizio |
| ---------------------------------------- | -------- |
| GameRankings (media al 30 dicembre 2012) | 73.31%%  |
| Metacritic (media al 30 dicembre 2012)   | 78/100   |
| Electronic Gaming Monthly                | 5,83/10  |
| Eurogamer                                | 6/10     |
| Famitsū                                  | 31/40    |
| Game Informer                            | 6/10     |
| GamePro                                  | 4,5/5    |
| GameSpot                                 | 7,2/10   |
| IGN                                      | 7,5/10   |
| Nintendo Power                           | 4/5      |

Pokémon Stadium 2 ha ricevuto recensioni favorevoli dalla critica. Mentre discuteva della qualità variabile dei giochi per console Pokémon, Retronauts lo definì "eccezionale".